# Paris Grey
Shanna Jackson (Glencoe, 5 de noviembre de 1965), conocida artísticamente como Paris Grey, es una cantante estadounidense. Es conocida por ser la vocalista de la banda de música house Inner City.

## Biografía
Es muy conocida por su trabajo en la música techno, en especial, en el techno de Detroit con el productor Kevin Saunderson, bajo el nombre de Inner City. El grupo alcanzó reconocimiento internacional a finales de la década de los 80, con una mezcla sólida de música electrónica, violines sintetizados y soul en canciones como "Good Life", "Big Fun" y "Ain't Nobody Better". Grey comparte las voces del grupo en tres álbumes del grupo, un recopilatorio de música techno y una buena cantidad de canciones editadas en EP.